# EZ2ON
《EZ2ON》是韩国Retro Games公司开发的音乐网络游戏，该游戏是由街机游戏Ez2dj移植过来的。目前处于停服状态。

## 游戏玩法

### 基本玩法
- 玩家需要随着游戏中音乐的旋律、节奏按下键盘而击中掉落的音符。游戏会根据玩家按下键盘的准确程度得到判定，判定由好到差分别为：KOOL, COOL, GOOD, MISS 以及 FAIL。成功的击打音符会增加自己的生命值，相反会减少。如果生命值减少到0则游戏结束。
- 游戏模式分为两种分为单人模式和多人对战模式，歌曲的难度分为Easy, Normal, Hard 以及Super Hard。

### 系统
- 当玩家玩对战模式的时候将会得到双倍的经验和金钱，相比个人游戏。（在1st evolution后，单人模式也能够获得与对战模式同样的经验。）
- 游戏引入EXR（Expertise Rating、专家率）概念，当玩家全连某等级的曲目，则玩家的EXR值即达到多少。玩家的EXR值将会影响到隐藏歌曲的开启。
- 每种模式都有4个频道分为初级、中级、高级和全部。初级场等级为5级以下可以进入，中级场EXR为0～6，在该模式胜利少于200场可进入，高级场EXR为0~13的，在该模式胜利少于300场可以进入。全部则没有限制，所有玩家都可以进入。
- 4个频道的选择歌曲的难度也有限制，初级场可以选择歌曲的难度是简单和普通、中级场为简单、普通和困难、高级场则所有难度都可以开启。
- 游戏键位分为分为4键、5键、6键与8键三种模式。（8键模式在之前的更新中已经开放。）较多键位的模式有经验值与金币加成。